# Cimolopterygidae
Cimolopterygidae — вимерла родина сивкоподібних птахів, що існувала у кінці крейдового періоду. Скам'янілі рештки представників родини знайдені у Канаді, США та Аргентині. Найдавніші скам'янілості датуються віком 75 млн років. Родина вимерла 66 млн років тому.

## Роди
- Cimolopteryx Marsh, 1892
- Ceramornis Brodkorb, 1963
- Lamarqueavis Agnolin, 2010